# Hedwig Frey
Hedwig Frey (Zürich, 21 oktober 1877 - Braunwald, 24 december 1938) was een Zwitserse anatome en hooglerares.

## Biografie

### Afkomst en opleiding
Hedwig Frey was een dochter van Johann Heinrich Frey, een handelaar, en van Johanna Gimper. Ze studeerde in 1897 af aan de normaalschool van Zürich. Omdat ze geen Latijn kende, kon ze geen geneeskundige studies aanvatten. Vanaf 1905 echter volgde ze lessen humane en natuurwetenschappen aan de Universiteit van Zürich. Vervolgens studeerde ze vanaf 1908 antropologie en anatomie. In 1912 behaalde ze een doctoraat.

### Carrière
In 1912 werd Frey assistente aan het anatomie-instituut van Zürich. Vanaf 1918 was ze privaatdocente anatomie en fylogenie. Van 1920 tot 1929 en van 1931 tot 1938 was ze prosector. In 1924 werd ze de eerste vrouwelijke professor aan de Universiteit van Zürich en de eerste vrouwelijke anatomieprofessor van Zwitserland. Ze onderzocht voornamelijk de fylogenetische anatomie van het rompskelet en de beenspieren. Ze was lid van het Schweizerischer Verband der Akademikerinnen.